# Ibestadtunnelen
68°47′30″N 017°12′18″Ø / 68.79167°N 17.20500°Ø
Ibestadtunnelen er en undersøisk vejtunnel mellem øerne Andørja og Rolla i Ibestad kommune i Troms og Finnmark. Tunnelen går mellem Sørvika på Andørja og Hamnvik på Rolla. Sammen med Mjøsundbroen knytter den Rolla til fastlandet. Ibestadtunnelen er 3.396 meter lang, og dybeste punkt er 112 meter under havet. Tunnelen blev åbnet den 2. december 2000. Den er en del af fylkesvei 848. Største stigning i tunnelen er 9,9 %.
Et andet navn på vejforbindelsen mellem Andørja og Rolla er Bygdeforbindelsen efter navnet på sundet Bygda.
Ibestadtunnelen har været plaget af asfaltstøv og salt havvand, som siver ind i tunnelen og har gjort tunnelen glat. Ibestadtunnelen er den eneste af de undersøiske vejtunneler i Norge, som ikke har ventilation. Tunnelen er lukket for gående og cyklende.